# Carolyn Houlihan
Carolyn Houlihan é uma ex-atriz norte-americana e ex-Miss Ohio. Em 1979, ela venceu o título de Miss Ohio USA e competiu no Miss USA. Houlihan ganhou destaque por seu papel como Karen no filme cult de terror Chamas da Morte (1981). Após uma breve participação na comédia A Little Sex (1982), Carolyn abandonou a atuação e o show business.

## Filmografia
| Título          | Ano  | Direção       | Papel          |
| --------------- | ---- | ------------- | -------------- |
| Chamas da Morte | 1981 | Tony Maylam   | Karen          |
| A Little Sex    | 1982 | Bruce Paltrow | Modelo de maiô |